# Coleonema nubigena
Coleonema nubigena är en vinruteväxtart som beskrevs av Esterh.. Coleonema nubigena ingår i släktet Coleonema och familjen vinruteväxter. Inga underarter finns listade i Catalogue of Life.